# ソウルリバース
『ソウルリバース』(SOUL REVERSE)は、セガ・インタラクティブにより展開されていたコンピュータゲームのシリーズ。
本項では、スマートデバイス（iOS/Android）向けの『ソウルリバース ゼロ』と、アーケード向けの『SOUL REVERSE』の2作品について述べる。開発は共にセガ・インタラクティブ第二研究開発本部が担当し、世界観も『Quest of D』『シャイニング・フォース クロス』を受け継ぐものとなっている。

## 概要

### ソウルリバース ゼロ
サービス期間は2016年11月21日 - 2019年5月31日。サービス終了以降は一部の機能を残したオフライン版が配信されている。
内容はリアルタイム形式のRPGで、登場キャラクターを編成してバトルに挑む。ゲームに登場する町『マールコット』を復興していくシステムも導入されている。

### SOUL REVERSE
2018年2月22日稼働開始。『シャイニング・フォース クロス』シリーズの事実上後継作にあたるが、今作では『ボーダーブレイク』シリーズのようなチーム戦形式のゲームシステムが採用している。過去作の『Quest of D』『シャイニング・フォース クロス』のような着せ替え機能も搭載。
キャラクターのデザインは『ソウルリバース ゼロ』とは異なり、リアル寄りのものとなっている。
ネットなどの記事表記その物は「ゼロ」がつかないカタカナの「ソウルリバース」が圧倒的に多い。
2019年2月21日午前4時にオンラインサービスが終了され、以降はゲームの開始ができなくなる。稼働終了後は同日より稼働を開始したクロノレガリアや同年4月18日より稼働されたALL.Net P-ras MULTI Ver.3へのコンバートが順次行われている。

## 反響

### SOUL REVERSEに対する反響
『SOUL REVERSE』は、当時セガとしては最新のゲーム基板であるALLS UXを用いたアーケードゲームとして注目を集めていたものの、サービス開始後のユーザーの反応はいまひとつであった。
4Gamer.netの丸谷健太は、その理由として、マッチングの仕様やプレイヤーキャラクターの移動速度の遅さなどを指摘している。